# Табу (фільм, 2012)
«Табу» (англ. Tabu) — кінофільм режисера Мігеля Гомиша, що вийшов на екрани в 2012 році.

## Зміст
Помираючи, ексцентрична старенька просить двох сусідок розшукати якогось чоловіка. Жінки знаходять незнайомця, який розповідає їм зворушливу історію їхнього кохання в колоніальній Африці та їхні злочини, після якого вони більше ніколи не бачилися.

## Ролі
| Актор                  | Роль |
| ---------------------- | ---- |
| Тельмо Шурр            | -    |
| Мігель Гомиш           | -    |
| Ортенсільо Акіна       | -    |
| Америко Мота           | -    |
| Валентим Ортенсільо    | -    |
| Артур Жануаріо         | -    |
| Маріана Рікардо        | -    |
| Тереза Мадруга         | -    |
| Майя Коса              | -    |
| Ізабель Муньос Кардосо | -    |

## Знімальна група
- Режисер — Мігель Гомиш
- Сценарист — Мігель Гомиш, Маріана Рікардо
- Продюсер — Сандро Агіляр, Луїш Урбано, Марен Ед